# Les Artigues-de-Lussac
Artigues-de-Lussac – miejscowość i gmina we Francji, w regionie Nowa Akwitania, w departamencie Żyronda.
Według danych na rok 1990 gminę zamieszkiwało 895 osób, a gęstość zaludnienia wynosiła 88 osób/km² (wśród 2290 gmin Akwitanii Artigues-de-Lussac plasuje się na 471. miejscu pod względem liczby ludności, natomiast pod względem powierzchni na miejscu 1051.).